# 温琴佐·迪帕尔马
温琴佐·迪帕尔马（義大利語：Vincenzo Di Palma，1970年6月30日—），意大利男子赛艇运动员。他曾代表意大利参加世界赛艇锦标赛，获得一枚金牌和二枚铜牌。他也曾参加1996年夏季奥林匹克运动会。